# Pougne-Hérisson
Pougne-Hérisson ist eine französische Gemeinde mit 360 Einwohnern (Stand 1. Januar 2022) im Département Deux-Sèvres in der Region Nouvelle-Aquitaine. Sie gehört zum Arrondissement Parthenay und zum Kanton La Gâtine.

## Geographie

### Lage
Die Gemeinde liegt rund 40 Kilometer nördlich von Niort und 60 Kilometer westlich von Poitiers in der Landschaft Gâtine.

### Gemeindegliederung
Die Gemeinde besteht aus den beiden Hauptorten Pougne und Hérisson, die etwa drei Kilometer voneinander entfernt liegen.

### Nachbargemeinden
Umgeben ist Pougne-Hérisson von den Nachbargemeinden Clessé im Norden, Fénery im Nordosten, Saint-Aubin-le-Cloud im Südosten, Secondigny im Südwesten sowie Neuvy-Bouin im Westen.

### Gewässer
An der westlichen Gemeindegrenze fließt der Ruisseau des Arcis, der südlich von Pougne den Namen Palais annimmt und in östlicher Richtung dem Fluss Thouet zustrebt.

## Geschichte
Die beiden ursprünglich selbständigen Gemeinden Pougne und Hérisson wurden im Jahr 1801 zusammengelegt.

### Bevölkerungsentwicklung
| Jahr      | 1968 | 1975 | 1982 | 1990 | 1999 | 2010 |
| Einwohner | 568  | 509  | 433  | 380  | 356  | 372  |

## Verkehr
Die Gemeinde liegt abseits überregionaler Verkehrswege. Die lokale Verkehrsanbindung erfolgt durch die Départementsstraße D140, die von Parthenay über Pougne-Hérisson nach Moncoutant verläuft.

## Sehenswürdigkeiten
- Château de Hérisson, Burg aus dem 15. Jahrhundert – Monument historique[1]
- Église Saint-Georges-de-Hérisson, mittelalterliche Kirche – Monument historique[2]
- Auberge Saint-Georges de Hérisson, ehemalige Pilgerherberge aus dem 15. Jahrhundert – Monument historique[3]
- Alle zwei Jahre stattfindendes Festival Nombril du Monde.

## Partnergemeinde
- Chevilly-Larue, seit 1994